# Kanał Alberta
Kanał Alberta – kanał wodny w północno-wschodniej Belgii. Łączy rzeki Mozę i Skaldę oraz jednocześnie miasta: Antwerpię z Liège. Jego długość wynosi 129,5 km, a głębokość – 3,40 metra.
Kanał Alberta został zaprojektowany i wykopany w latach 1930–1939 jako część belgijskich fortyfikacji obronnych i nazwany imieniem króla Alberta I. Z uwagi na wybuch II wojny światowej został oddany do użytku w 1946. Różnica wysokości między Antwerpią a Liège, wynosząca 56 metrów, jest niwelowana na 6 śluzach: Genk, Diepenbeek, Hasselt, Kwaadmechelen, Olen i Wijnegem. Wybudowanie kanału skróciło podróż drogą wodną z Antwerpii do Liège z tygodnia do kilkunastu godzin.
Od czasu ukończenia w 1992 roku kanału Ren-Men-Dunaj możliwym stało się przepłynięcie poprzez rzeki i kanały Europy z Antwerpii aż do Morza Czarnego.